# Partícula (física)

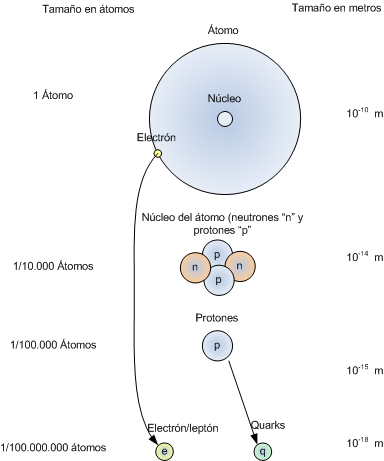

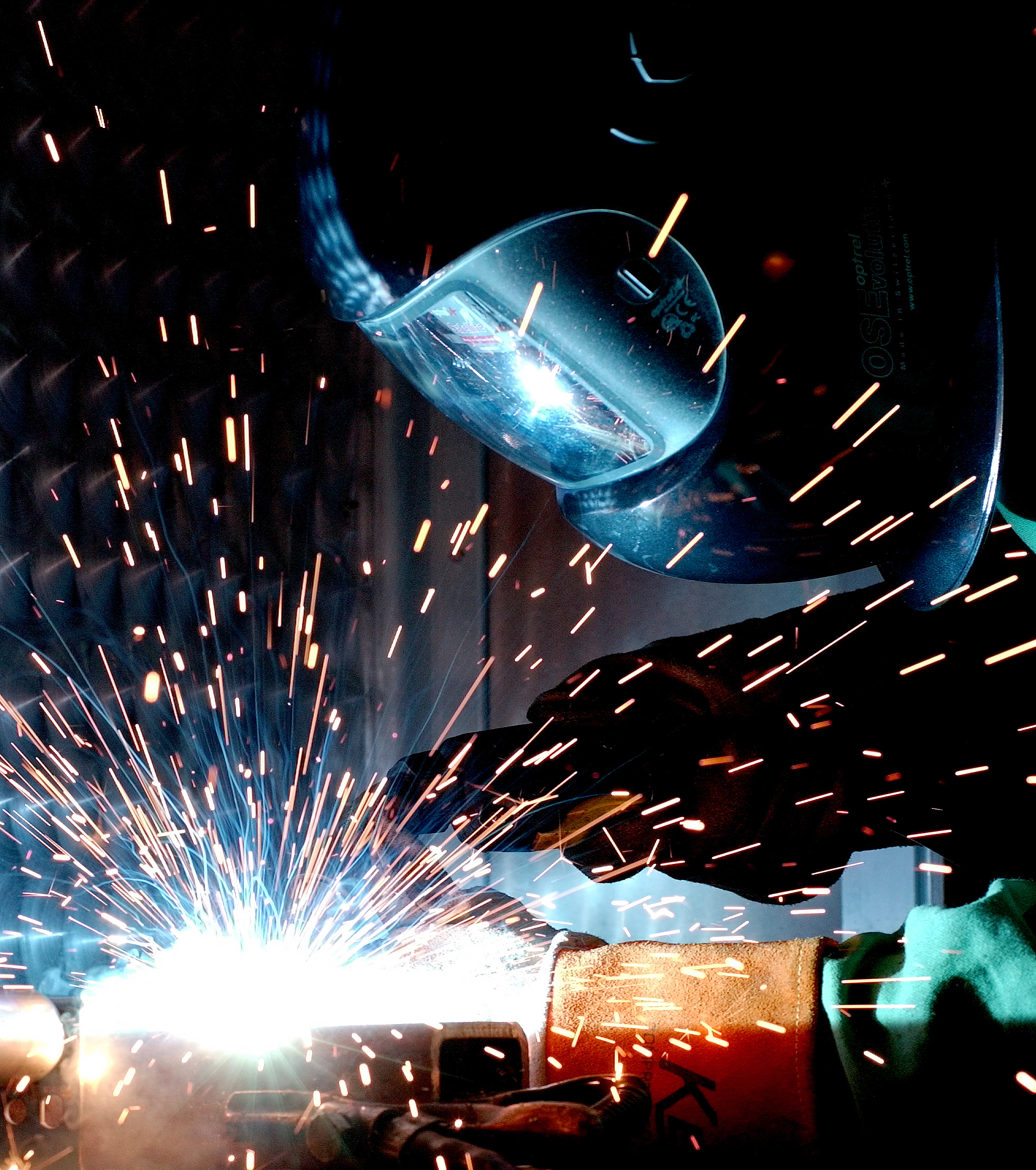
Los soldadores por arcos se han de proteger a sí mismos de las chispas que salen disparadas, las cuales son partículas de metal recalentadas que salen volando de la superficie de soldadura a la atmósfera.

En las ciencias físicas, una partícula (o corpúsculo en textos antiguos) consiste en un pequeño objeto al cual pueden ser atribuidas varias propiedades físicas y químicas tales como un volumen o una masa. Estas varían ampliamente tanto en tamaño como en cantidad, desde partículas subatómicas como el electrón, pasando por partículas microscópicas como átomos o moléculas, hasta las partículas macroscópicas como la pólvora u otros materiales granulados. Las partículas también pueden ser usadas para crear modelos científicos de incluso objetos más grandes, dependiendo de la densidad, tales como humanos moviéndose en una multitud o cuerpos celestes en movimiento.                                                                                              El término 'partícula' es más bien general en significado y se especifica de acuerdo a las necesidades de cada una de las específicas ramificaciones de la ciencia. 

## Propiedades conceptuales

Las partículas son a menudo representadas como puntos. Esta figura podría representar el movimiento de átomos en un gas, personas en multitudes o estrellas en el cielo nocturno.

El concepto de partículas es particularmente útil cuando el modelismo científico puede presentar complejidades o suponer una computación difícil.
Puede utilizarse para hacer suposiciones simplificadoras sobre los procesos implicados. Francis Sears y Mark Zemansky, en University Physics, dan el ejemplo de calcular el lugar de aterrizaje y la velocidad de una pelota de béisbol lanzada al aire. Despojan gradualmente a la pelota de béisbol de la mayoría de sus propiedades, primero  idealizándola como una esfera rígida y lisa, luego despreciando la  rotación, la flotabilidad y la fricción, reduciendo finalmente el problema a la balística de una clásica partícula puntual. El tratamiento de grandes números de partículas es el ámbito de la física estadística.

### Tamaño

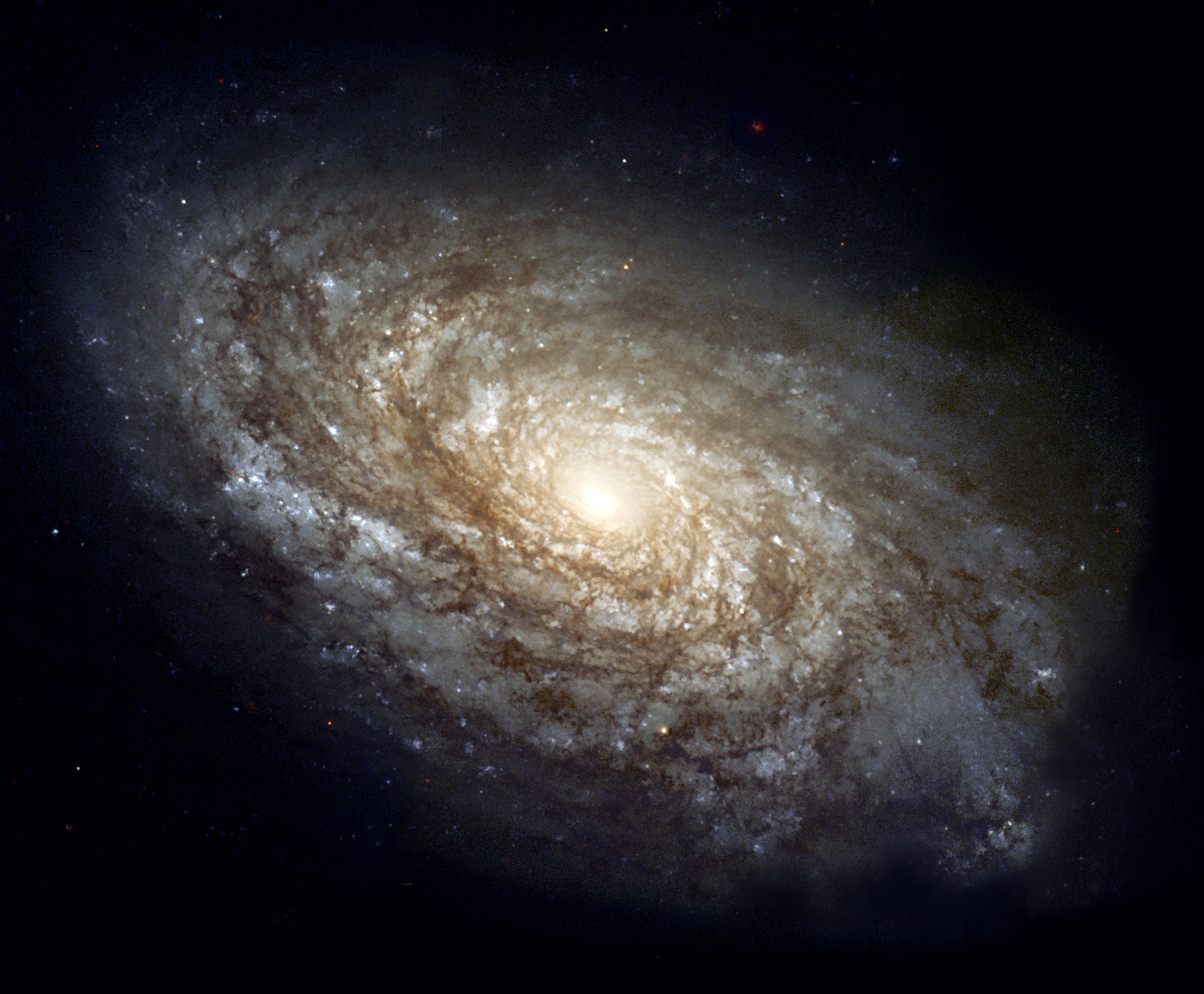
Las galaxias son tan grandes que las estrellas pueden ser consideradas como partículas relativas a las mismas.

El término partícula es a menudo aplicado de manera diferente a tres clases de tamaños.El término partícula macroscópica, a menudo se refiere a partículas mucho mayores que los átomos o moléculas. Estas son normalmente abstraídas como puntos materiales, incluso aunque tienen volúmenes, formas, estructuras, etc.  Ejemplos de partículas macroscópicas podrían ser la pólvora, polvo, arena, trozos residuales durante un accidente de tráfico, o incluso objetos tan grandes como las estrellas de una galaxia.
Otro tipo, las partículas microscópicas, hace referencia a menudo a las partículas cuyos tamaños varían desde átomos a moléculas, tales como el dióxido de carbono, nanopartículas, o coloides. Estas partículas son estudiadas en Química, tanto como en física atómica y molecular. Las partículas más pequeñas de estas son las llamadas partículas subatómicas, que conciernen a partículas más pequeñas que átomos. Estas incluirían partículas tales como los propios constituyentes de los átomos – protones, neutrones, y electrones – tanto como otros tipos de partículas que solo pueden ser producidas por aceleradores de partículas o rayos cósmicos. Estas partículas son estudiadas en la física de partículas.
Debido a su tamaño extremadamente pequeño, el estudio de las partículas microscópicas y subatómicas cae en territorio de la mecánica cuántica. Estas exhibirán fenómenos demostrados en el modelo de partícula en una caja, incluyendo la dualidad onda-partícula, incluyendo la dualidad onda corpúsculo, y si las partículas puedan ser consideradas distintas o idénticas.

### Composición

Un protón está compuesto por tres quarks.

Las partículas también pueden clasificarse según su composición. Las partículas compuestas son las que tienen composición, es decir, las que están formadas por otras partículas. Por ejemplo, un átomo de carbono-14 está formado por seis protones, ocho neutrones y seis electrones. Por el contrario, las partículas elementales (también llamadas partículas fundamentales) son aquellas que no están formadas por otras partículas. Según nuestro conocimiento actual del mundo (Modelo estándar de la física de partículas), sólo existe un número muy reducido de ellas, como los leptones, los quarks y los gluones. Sin embargo, es posible que algunas de ellas resulten ser partículas compuestas y sólo parezcan elementales por el momento. Mientras que las partículas compuestas pueden considerarse a menudo puntuales, las partículas elementales son realmente puntuales.

### Estabilidad
Se sabe que tanto las partículas elementales (como los muones) como las compuestas (como los núcleos de uranio), sufren desintegración de partículas. Las que no lo hacen se denominan partículas estables, como el electrón o un núcleo atómico de helio-4. El  tiempo de vida de las partículas estables puede ser infinito o lo suficientemente grande como para dificultar los intentos de observar dichas desintegraciones. En este último caso, dichas partículas se denominan "observacionalmente estables". En general, una partícula decae de un estado de alta energía a otro de menor energía emitiendo alguna forma de radiación, como la emisión de fotones.

## Simulación de N-cuerpos
En física computacional, la Simulaciones de N-cuerpos (también llamadas simulaciones de N-partículas) son simulaciones de sistemas dinámicos de partículas bajo la influencia de ciertas condiciones, como estar sujetas a gravedad. Estas simulaciones son muy comunes en cosmología y dinámica de fluidos computacional.
N se refiere al número de partículas consideradas. Como las simulaciones con N más alto son más intensivas computacionalmente, los sistemas con un gran número de partículas reales a menudo se aproximarán a un número más pequeño de partículas, y los algoritmos de simulación necesitan ser optimizados a través de varios métodos.

## Distribución de partículas

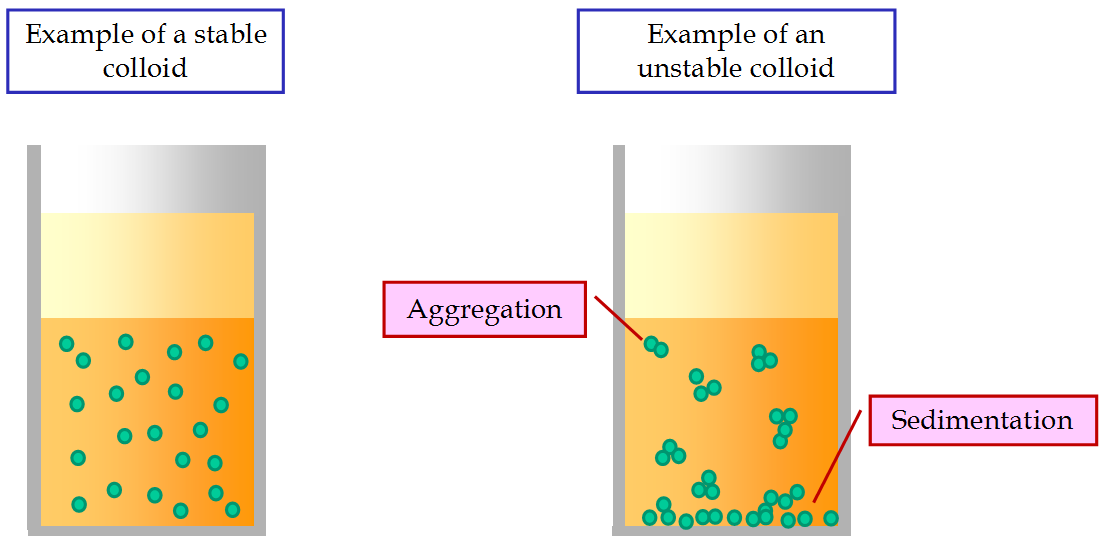
Ejemplos de una dispersión coloidal estable y de una inestable

Las partículas coloidales son los componentes de un coloide. Un coloide es una sustancia microscópicamente dispersa de manera uniforme en otra sustancia. Dicho sistema coloidal puede ser sólido, líquido, o  gaseoso; así como continuo o disperso. Las partículas en fase dispersa tienen un diámetro aproximado de entre 5 y 200 nanómetros. Las partículas solubles más pequeñas que esto formarán una solución en contraposición a un coloide. Los sistemas coloidales (también llamados soluciones coloidales o suspensiones coloidales) son el tema de la Interfase y ciencia coloide. Los  sólidos en suspensión pueden mantenerse en un líquido, mientras que las partículas sólidas o líquidas suspendidas en un gas forman conjuntamente un aerosol. Las partículas también pueden estar suspendidas en forma de  materia particulada atmosférica, que puede constituir contaminación atmosférica. Las partículas de mayor tamaño pueden formar igualmente basura marina o basura espacial. Un conglomerado de partículas sólidas macroscópicas discretas puede describirse como material granular.